# PFC Pirin Blagoëvgrad
PFC Pirin Blagoëvgrad was een Bulgaarse voetbalclub uit Blagoëvgrad.

## Geschiedenis

### Makedonska Slava
De club werd in 1931 opgericht als Granit Stara Kresna en veranderde later zijn naam in Makedonska Slava. In 2003 promoveerde de club naar de hoogste klasse als Makedonska Slava Simitli, de club speelde thuiswedstrijden in Simitli. Na één seizoen degradeerde de club. 

### Pirin Blagoëvgrad
Tijdens het seizoen 2004/05 veranderde de club zijn naam in Pirin 1922 Blagoëvgrad en promoveerde, waardoor er in 2005-2006 twee clubs met ongeveer dezelfde naam in de A Grupa zouden spelen, er was immers ook nog PFC Pirin Blagoëvgrad, dat al meer dan 20 seizoenen hoogste klasse op het palmares had staan. Na 2 wedstrijden werd de traditieclub uit de 1ste klasse gezet omdat er financiële problemen waren. Pirin 1922 kon zich op het einde van het seizoen niet redden en dus verloor de stad 2 clubs uit de eerste klasse in 1 jaar. In 2007 kon de club meteen weer promotie naar de hoogste klasse afdwingen, intussen had de club de naam Pirin Blagoëvgrad aangenomen. 
In 2008 fuseerden beide clubs met dezelfde naam tot FK Pirin Blagoëvgrad. De nieuwe club kreeg ook de rechtmatige rechten op de geschiedenis van het oude FK Pirin. De club eindigde in 2009 nog tiende in de stad en verloor de finale van de Bulgaarse voetbalbeker.